# Тондо „Дони“
Тондо „Дони“ (на италиански: Tondo Doni), Дони Мадона, понякога наричано и Светото семейство, е една от трите оцелели панелни картини на възрастния Микеланджело и единствената, която е завършена. Датира от 1505 - 1507 г. Днес е изложена в Галерия „Уфици“ във Флоренция (Тоскана). 
Поръчана е от Аньоло Дони в чест на брака му с Мадaлена Строци, дъщеря на известена тосканска фамилия, през 1504 г. Картината е във формата на тондо, с кръгла рамка.
Тондото е изпълнено преди началото на работата на Микеладжело в Сикстинската капела. Картината ясно илюстрира тезата на автора си, че най-съвършената живопис е тази, която напомня на скулптура. Разположението и движенията на фигурите много напомнят на скулптурата Лаокоон и неговите синове, изложена във Ватиканските музеи.
На преден план е изрисувана Дева Мария, а надвесен над нея е Йосиф. На заден план и малко встрани е Йоан Кръстител. Всички фигури гледат към Исус Христос, който е взиман или предаван от Мария на Йосиф.
Картината е обогатена със символи, които не са ясни за масовия зрител. Например детелината на преден план символизира Светата троица, докато исопът през Йоан Кръстител – кръщението.
Значението на петте голи мъжки фигури на заден план, които не гледат към основната сцена, е спорно. Според някои изкуствоведи те, напомняйки на античните скулптури, представят езичеството в противовес на християнството, или езичниците, чакащи кръщение. Според други те са свързани с хомосексуалнстта на автора. 